# Tecuala
Tecuala är en kommunhuvudort i Mexiko.   Den ligger i kommunen Tecuala och delstaten Nayarit, i den centrala delen av landet, 700 km väster om huvudstaden Mexico City. Tecuala ligger 14 meter över havet och antalet invånare är 14 921.
Terrängen runt Tecuala är mycket platt. Runt Tecuala är det ganska glesbefolkat, med 48 invånare per kvadratkilometer. Närmaste större samhälle är Acaponeta, 14,4 km nordost om Tecuala. Trakten runt Tecuala består till största delen av jordbruksmark.